# Centro Médico Universitario de la Universidad Johannes Gutenberg de Maguncia
El Universitätsmedizin der Johannes Gutenberg-Universität Mainz (también conocido como Unikliniken) es un hospital situado en el Ortsbezirk de Barrio Alto de la ciudad de Maguncia , Alemania. Desde 1952 está vinculado a la Universidad de Maguncia, cuya Facultad de Medicina y una de sus Escuelas Universitarias de Enfermería se encuentran junto a sus instalaciones.